# Krugiodendron ferreum
Krugiodendron ferreum là một loài thực vật có hoa trong họ Táo. Loài này được (Vahl) Urb. mô tả khoa học đầu tiên năm 1902.